# Der Hauptmann und sein Frauenbataillon
Der Hauptmann und sein Frauenbataillon (span. Pantaleón y las visitadoras) ist ein Roman des peruanischen Literatur-Nobelpreisträgers Mario Vargas Llosa aus dem Jahr 1973. Die Militärsatire handelt von 1956 bis 1959 in Lima, Iquitos und Pomata am Titicacasee. Der Kadavergehorsam eines Soldaten aus Leidenschaft – hier des Hauptmanns Pantaleón Pantoja – führt zu einer schrittweisen Eskalation der Situation und verursacht nicht nur komische Verwicklungen, die das Militär nicht mehr unter Kontrolle halten kann.

## Inhalt
Hauptmann Pantaleón Pantoja, ein Organisationstalent, wird aus Chiclayo abberufen und nach Lima ins Kriegsministerium befohlen. Die dortige Generalität, in dem Fall repräsentiert durch Oberst López López und die Generale Collazos und Victoria, kommandieren den tüchtigen Hauptmann zu einem Geheimauftrag – als Zivilist getarnt – in die loretanische Metropole Iquitos. Dort am Oberlauf des Amazonas wird er vom Kommandierenden General Scavino sehr unfreundlich empfangen. Das ist nicht verwunderlich. Der Hauptmann soll in der Selva-Region ein mobiles Bordell aufbauen und verwalten. Als „Benutzer“ sind vorzugsweise ledige Mannschaftsdienstgrade des peruanischen Heeres vorgesehen. Denn die klimabedingte Virilität der Wächter Perus konnte durch Brom-Beigaben in die Mahlzeiten nicht wirksam gesenkt werden. Während der Ausgangszeiten der Männer sind Vergewaltigungen von Zivilistinnen an der Tagesordnung.
Panta, wie der Hauptmann von seiner Gattin Pochita liebevoll genannt wird, rekrutiert die Soldatinnen seines Truppenbetreuungsdienstes aus der Prostituiertenszene von Iquitos und Umgebung. Er richtet in Iquitos ein Nachschubdepot, von Insidern scherzhaft Pantilandia genannt, ein. Auch gegenüber seiner Mutter und der Ehefrau muss Panta Geheimhaltung wahren. Beide Frauen verstehen nicht, warum ausgerechnet Panta Geheimagent geworden ist, nachts in Bars arbeitet und die kleine Familie nicht – wie sonst üblich – in der relativ komfortablen Offizierssiedlung wohnen darf. Überdies ist Pochita erstaunt, dass Panta im Ehebett neuerdings die Dauer des „Samengewitters“ mit der Stoppuhr misst. Das ist wichtig für seine auf Durchschnittswerten basierenden Bedarfsberechnungen.
Die geforderte Mobilität der überschaubaren neuen Truppe wird nicht nur durch Transportfahrzeuge des peruanischen Heeres garantiert. Die Luftwaffe hilft mit einem altersschwachen Flugzeug aus und die Marine stellt ein Flussschiff bereit. Die „Benutzer“ – das sind die Gefreiten und Soldaten in den jeweils angefahrenen oder angeflogenen Militärlagern – freuen sich über die Dienstleistungen. Manche Benutzer aber schlagen über die Stränge; wollen sich bei den „Betreuerinnen“ ein zweites Mal anstellen. Panta unterbindet Disziplinlosigkeiten. Das Kriegsministerium trägt nicht sämtliche Kosten. Geleistete Dienste werden den Benutzern anteilig vom Wehrsold abgezogen. Entsprechend der Geheimhaltung werden verschlüsselte Leistungen in die Abrechnungen geschrieben – zum Beispiel „Zahlung für schuldhaft entstandene Verluste“, „Beitrag für sportliche Aktivitäten“ oder „Überbeanspruchung der Truppenverpflegung“. Die neuen Soldatinnen gehorchen im Großen und Ganzen und nehmen sogar Strafen widerspruchslos an.
Die Militärseelsorger können einerseits die Verwandlung ihrer Einheiten in „Hurenhäuser“ durch „Prostituiertentrupps“ nicht mit ansehen, halten andererseits – wie Major Pater Beltrán – zunächst gehorsam still, begehren dann aber doch auf. Die Betreuungstruppe wird mit Genehmigung aus Lima – ungeachtet des kirchlichen Widerstandes – aufgestockt. Die Vertreter der katholischen Kirche im Wehrbereich Amazonien haben auch noch einen zweiten ernsthaften Feind. Das ist der Prophet Bruder Francisco von der „Bruderschaft von der Arche“, einer Sekte, die im Volke Anhänger hat. Die Brüder der Arche nageln Tiere und sogar Menschen an die Urwaldbäume. Mitten in einem Dorf am Kreuz lässt man einen Unglücklichen ausbluten.
Widerspruch im Militär gegen die Hurerei kommt nicht nur aus den Reihen der Geistlichkeit. Ein Soldat geht zum Angriff über, als er in einer Betreuerin seine Halbschwester erkennt. Panta stellt Olga Arellano Rosáura, die schöne Brasilianerin, ein. Diese Prostituierte wurde im peruanischen Nanay geboren, hat aber in Manaos „gearbeitet“. Panta wehrt sich tapfer gegen die Annäherungsversuche der neueingestellten Betreuerin, lässt sich aber dann bezirzen.
Das Unheil naht in Gestalt des Sinchi. Dieser Herr entpuppt sich später als ein gewisser Señor Germán Láudano Rosales. Er moderiert bei Radio Amazonas das Programm „Die Stimme des Sinchi“. Der Sinchi ist ein gemeiner Erpresser. Panta zahlt nicht für die Wahrung seiner geheimen Mission, sondern jagt den amazonischen Medienstar zum Teufel.
Ein Hauptmann aus Ragunas trägt in einer statistischen Meldung dem Vorgesetzten eine Bitte vor: Unteroffizieren und ledigen Offizieren möge doch die Benutzung des vortrefflichen Betreuungsdienstes gestattet werden. Die peruanische Flotte möchte neben dem Heer in der Hymne (siehe unter Punkt „Zitate“) benannt werden. Ein Ereignis kommt ganz unscheinbar daher, bringt aber später Panta zu Fall. Einsame Männer aus entlegenen amazonischen Siedlungen fordern schriftlich ihr Recht. Diese „zivilen Elemente“ wollen wie die Soldaten – also zum ermäßigten Tarif – „Benutzer“ sein, wenn der Konvoi auftaucht.
Noch bevor Pochita die Mutter einer kleinen Tochter wird, spritzt „Die Stimme des Sinchi“ über Radio Amazonas ihr Gift gegen den werdenden Vater Panta. Dem Sinchi kommt die Betreuerin Maclovia zu Hilfe. Die Prostituierte war aus ihrem Konvoi ausgeschert, hatte einen Ersten Sergeanten geheiratet und war deswegen von Panta prompt aus dem Heer entlassen worden. In einem Brief an Pochita hatte Maclovia auf dem Unweg von Frau zu Frau vergebens um Wiederaufnahme in die Truppe gebeten und sich darauf vertrauensvoll an den geschwätzigen Sinchi gewandt. Der Name Pantaleón Pantoja wird im Zusammenhang mit der „Lasterhöhle“ mitten in Iquitos im Rundfunk genannt. Maclovia verschweigt weder in dem Brief noch in dem Rundfunkinterview Pantas heimliche Liebe zu der schönen Brasilianerin.
Pochita reist mit dem Töchterchen Gladycita ab zu ihrer ledigen Schwester Chichi nach Chiclayo. Sie will Iquitos nie wiedersehen und sich von Panta scheiden lassen. Pantas Mutter hält an der Seite des Sohnes in Iquitos die Stellung. Dienst ist Dienst. Panta macht weiter. Er mustert neue Anwärterinnen auf den begehrten Posten einer Betreuerin nun sogar auf eine Art und Weise, die den distinguierten Leser indignieren mag: „Mit dem Schwanz kannst Du nicht schummeln.“ Wer Panta nicht ausreichend erregt, fällt bei der „Vorstellungsprüfung“ durch. Panta ist hin- und hergerissen. Soll er die Brasilianerin aus dem Dienst herausnehmen? Nein. Der Hauptmann überwindet seine Eifersucht auf die Benutzer. Er darf seine Pflicht nicht verletzen. Der Rundfunkhörer General Scavino begreift den Sinchi nicht, der nun auf einmal Pantas „Arbeit“ im Radio lobend erwähnt: „Sollen unsere mutigen Soldaten zur schwächenden Onanie greifen?“ Die Stimme schlägt die Auszeichnung des Hauptmanns mit dem Sonnenorden durch die Oberste Heeresleitung vor. Anscheinend denkt Pochita nicht mehr an Scheidung, denn sie schickt Fotos vom Töchterchen Gladycita. General Collazos ist über die Erhebungen des Obersten López López konsterniert. Die überwiegende Mehrheit des Offizierkorps möchte subventionierte Betreuerinnen. In dem Fall müssten Waffenkäufe eingeschränkt werden. Das geht zu weit.
Der Konvoi der Brasilianerin wird von Zivilisten, die als „Nutzer“ zurückgewiesen worden waren, bei Nauta überfallen. Die Brasilianerin wird vergewaltigt und an einen Lupuna-Stamm genagelt. Somit soll der Tatverdacht auf die Brüder von der Arche gelenkt werden. Panta hält in voller Uniform die Trauerrede. Die Ansprache wird zur meistgelesenen Rede Perus. Über die Landesgrenzen hinaus wird gelacht. General Scavino legt seinem Hauptmann die Bitte um Entlassung dringend nahe. Panta weint. Keinesfalls will er aus seinem geliebten Heer ausscheiden. Der Dienst ist ihm das Wichtigste im Leben. Dabei bleibt Panta; auch, als er nach Lima vor Oberst López López und die Generale Collazos und Victoria befohlen wird. Die Generalität war kurz zuvor vom Kriegsminister persönlich und auch vom Generalstabschef gerügt worden. Wie konnte nur der Hauptmann durch Tragen der Uniform bei seiner Leichenrede die Geheimhaltungspflicht auf das Gröblichste missachten!
Der Märtyrer Francisco, der am Napo gefasst wurde, ist tot. Die Tage der Bruderschaft dieses Propheten sind gezählt. Das Domizil der Betreuerinnen wurde in Iquitos geschlossen. Dummerweise gibt es für Pantas Vergehen keine angemessene Strafe. So wird er in die bitterkalte Einöde nach Pomata versetzt. Pochita geht mit der inzwischen zweijährigen Gladycita mit in die unwirtliche Hochgebirgsregion. Hauptsache, so meint die nicht nachtragende Ehefrau, ihr Panta muss dort als Zahlmeister nicht wieder solche Schweinereien machen.

## Zitate
- Aus der Hymne der Betreuerinnen:

Glücklich machen die Soldaten,
Hopp, hopp, marsch, marsch, ihr Schwestern!
- Ein Marineoffizier beneidet Panta, den einfallsreichen Organisator der „Bumsphallerie“[8], wie er die neue Waffengattung des Heeres tituliert: „Du bist ein Einstein des Vögelns.“[9]

## Form und Interpretation
Der Name des Protagonisten ist mit Hintersinn gewählt. Der Erzähler verkneift sich Urteile. Er zitiert. Der Terminus Briefroman stimmt in dem Zusammenhang nicht ganz. Der Roman umfasst verschiedene Formen wie fast einführungslose Dialoge, Protokolle, Briefe, Zeitungsberichte oder Interviews in schnellem Wechsel. Vargas Llosa gibt neben privaten Briefen, anonymen Drohbriefen, Episteln von Sektierern et cetera eigentlich vielen der wiedergegebenen Schriftstücke dokumentarisch-dienstlichen Militärcharakter. Er bietet sogar featureartige Einschübe, wenn Presse und Amazonas-Rundfunk zu Wort kommen. Durch das totale Dokumenten-Übergewicht tritt der Erzähler in den Hintergrund. Der Leser erfährt fast alle Neuigkeiten aus solchen Schriftstücken.
An die Konzentration des Lesers werden hohe Anforderungen gestellt. Er muss auf kürzestem Textabschnitt zwei alternierende Handlungsstränge separieren können. Zumeist wird das durch im Gewand wörtlicher Rede aufgeführte Sprechernamen ermöglicht. Erschwerend kommt noch hinzu – der zur Rekognition erforderliche Namenswechsel erscheint nie am Satzanfang des neuen Abschnitts. Meist beziehen sich die beiden Stränge nicht wirklich inhaltlich, sondern nur assoziativ aufeinander. Vermutlich hat Vargas Llosa dieses merkwürdige Formelement im Roman durchgängig verwendet, um das Abgleiten ins Sentimentale zu unterbinden. Dazu ein Beispiel. Der Leser stellt sich andauernd die bange Frage: Wann wird nun Pochita mit dem „Schweinekram“ ihres Gatten bekannt gemacht werden. Solche Leserbefürchtung heizt Vargas Llosa mit seiner neuen Szenen-Wechsel-Technik noch an: Da kommt also zum einen Pantas „kollektive Untersuchung“ künftiger „Betreuerinnen“ zur Sprache und in einem Atemzug wird zum anderen eine häusliche Szene – vierzeilig nur – eingeschoben, in der die Köchin Pochita das Kochrezept für Chilcano testet. Alsdann geht es anderenorts mit Pantas Schwarm, der schönen Brasilianerin, weiter. Bei dieser Bruchstelle bleibt es nicht. Solche Brüche sind ein wesentliches Formelement des Romans.
Es gibt zwei „Wendepunkte der Handlung“ im Sinne von „unerhörten Ereignissen“. Der erste dieser beiden Paukenschläge ist der Brief der Prostituierten Maclovia an Pochita und der zweite der Nachruf Pantas am Grabe seiner Brasilianerin. Beide sind Enthüllungen offener Geheimnisse, die jeweils eine der beteiligten Parteien brüskieren. Im ersten Fall reisen Ehefrau und Kind ab und im zweiten Fall wird das Heer in ganz Peru ausgelacht.
Lustige Nebenhandlungen machen die Lektüre auf weite Strecken zum Vergnügen. Paradebeispiel ist hierzu Pantas treusorgende Mutter und ihr Verhältnis zu dem Sohn, diesem dummen großen Kind, das unbeirrbar seinen Weg zu Ende geht.
Vargas Llosa, der selbst auf einer Militärschule ausgebildet worden ist, trifft vorzüglich den Stil der bürokratisch-bemühten, mit langatmigen Details überreich versehenen, teils naiven Erfolgs- oder Problemberichte des Militärs. Die parodistischen Effekte stecken in den Details, sie sind treffsicher gesetzt. Der allmählich sich steigernde alarmierte Ton der Berichte und die immer weiter ausufernden pseudopräzisen Bedarfsberechnungen Pantas für zusätzliche Betreuerinnen verweisen auf die langsame aber zwingende Eskalation der Situation bis hin zu irrwitzig-surrealistischen Szenen. Der stets trocken-sachliche Berichtsstil verdeutlicht die Hilflosigkeit der Versuche der Situationskontrolle durch eine überforderte Militärbürokratie mit chaotischen Befehlswegen, ausgeprägtem Ressortdenken und vielen Eifersüchteleien und Empfindlichkeiten.

## Rezeption
Vargas Llosa sei auf zwei Reisen in das peruanische Amazonien 1958 und 1965 zu dem Stoff gekommen.
Indem der Hauptmann die Brasilianerin nicht aus dem Truppendienst nimmt, käme er hinter den Sinn seines Auftrags – die Bändigung männlicher Triebe auf militärische Art.
Ein Problem ist die Balance zwischen Komik und Tragik. Es scheint so, als ob diese Gewichtsverteilung Vargas Llosa nicht in jeder Passage gelungen ist. Zum Beispiel kreuzigt die Sekte Menschen. In den Textumgebungen der geschilderten Gräuel findet sich Humor. Die Kritikerschar, die Humor zumeist beargwöhne, werde vom Leser eines Besseren belehrt. Dem Text könne der Unterhaltungswert nicht abgesprochen werden.

## Mediale Adaptionen
Peruanische Verfilmungen
- 1975 produzierten José María Gutiérrez Santos und Vargas Llosa den Spielfilm „Pantaleón y las visitadoras“.[16] José Sacristán[17] spielte den Pantaleón Pantoja und Camucha Negrete[18] die Brasilianerin.
- Am 27. September 2002 erlebte „Pantaleón y las visitadoras“ von Francisco José Lombardi die US-amerikanische Uraufführung. Salvador del Solar[19] spielte den Pantaleón Pantoja, Mónica Sánchez[20] seine Gattin Pochita, Angie Cepeda[21] die Brasilianerin, Carlos Kaniowsky den Pater Beltrán, Aristóteles Picho den Sinchi, Carlos Tuccio den General Scavino, Gustavo Bueno[22] den Oberst López und Gianfranco Brero[23] den General Collazos. Vargas Llosa arbeitete am Drehbuch mit. In Peru kam der Film bereits 1999[24] in die Kinos.

Bühnenfassung
- Ein gleichnamiges Stück des Kolumbianers Jorge Alí Triana[25] und seiner Tochter Verónica Triana kam 2009 auf die Bretter des „Spanish Repertory Theatre“ New York.[26][27]

### Verwendete Ausgabe
- Der Hauptmann und sein Frauenbataillon. Roman. Aus dem Spanischen von Heidrun Adler. Verlag Volk und Welt, Berlin 1976 (1. Aufl., Broschur, 316 Seiten), ohne ISBN[A 4] (Lizenzgeber: Claasen, Düsseldorf 1974)

### Sekundärliteratur
- Thomas M. Scheerer: Mario Vargas Llosa. Leben und Werk. Suhrkamp, Frankfurt am Main 1991, ISBN 3-518-38289-6